# Ettlingen
Ettlingen (pronunciación en alemán: /ˈɛtlɪŋən/ⓘ) es una ciudad alemana situada al sur de Karlsruhe, en Baden-Wurtemberg. Es la segunda ciudad más grande, tras Bruchsal, del distrito de Karlsruhe.

## Evolución demográfica
| Año  | Habitantes  |
| ---- | ----------- |
| 1795 | 2399        |
| 1800 | 2105        |
| 1801 | 2235        |
| 1802 | 2124        |
| 1803 | 2446        |
| 1804 | 2500        |
| 1805 | 2471        |
| 1806 | 2470        |
| 1807 | 2700        |
| 1808 | 2532        |
| 1809 | 2683        |
| 1810 | 3041        |
| 1811 | 2906        |
| 1812 | 3029        |
| 1813 | 2871        |
| 1814 | 3111        |
| 1815 | 2790        |
| 1816 | 2924        |
| 1818 | aprox. 3000 |
| 1819 | 3126        |
| 1824 | 3242        |
| 1825 | 3291        |

| Año                      | Habitantes  |
| ------------------------ | ----------- |
| 1830                     | aprox. 3400 |
| 1845                     | 5094        |
| 1 de diciembre de 1871   | 5094        |
| 1 de diciembre de 1880   | 5608        |
| 1 de diciembre de 1890   | 6547        |
| 1 de diciembre de 1900   | 8033        |
| 1 de diciembre de 1910   | 9407        |
| 8 de octubre de 1919     | 9553        |
| 16 de junio de 1925      | 9435        |
| 16 de junio de 1933      | 10 152      |
| 17 de mayo de 1939       | 11 869      |
| diciembre de 1945        | 10 799      |
| 13 de septiembre de 1950 | 16 451      |
| 6 de junio de 1961       | 19 390      |
| 27 de mayo de 1970       | 21 464      |
| 31 de diciembre de 1975  | 34 455      |
| 31 de diciembre de 1980  | 36 995      |
| 27 de mayo de 1987       | 37 168      |
| 31 de diciembre de 1990  | 37 759      |
| 31 de diciembre de 1995  | 38 546      |
| 31 de diciembre de 2000  | 38 420      |
| 31 de diciembre de 2005  | 39 026      |

## Ciudades hermanadas
La ciudad de Ettlingen mantiene relaciones de hermandad con otras ciudades del mundo:
- Épernay, Francia, desde 1953;
- Middelkerke, Bélgica, desde 1971;
- Clevedon, Reino Unido, desde 1980;
- Löbau, Sachsen, desde 1990;
- Gátchina, Rusia, desde 1992;
- Menfi, Italia (Sicilia), oficialmente desde 2007.

La relación de hermandad con la ciudad de Épernay figura entre las más antiguas de Alemania.

## Alcaldes
- 1800-1811: Franz Williard
- 1811-1813: Ignanz Reiss
- 1814: Franz Williard
- 1815-1817: Ulrich Wackher
- 1817-1823: Florian Buhl
- 1823-1831: Xaver Wick
- 1831-1836: Jakob Ulrich
- 1836-1839: Wilhelm Schneider sen.
- 1839-1845: Jakob Ulrich
- 1845-1849: Wilhelm Schneider sen.
- 1849-1863: Josef Speck
- 1863-1868: Wilhelm Schneider jun.
- 1869-1870: Philipp Neumeier
- 1870-1879: Philipp Thiebauth
- 1879-1885: Josef Haug
- 1885-1887: Philipp Thiebauth
- 1887-1893: Adolf Groß
- 1893-1903: Karl Haas
- 1903-1908: Vinzenz Häfner
- 1908-1913: Dr. Karl Hofner
- 1913-1915: Wilhelm Ziegler
- 1915-1917: Wilhelm Röttinger
- 1917-1920: Josef Hügel
- 1920-1929: Dr. Paul Potyka
- 1929-1941: Gustav Kraft
- 1941-1943: Lorenz Weiss
- 1943-1945: Karl Buchleither
- 1945: Fritz Strauss
- 1945-1946: Dr. Otto Carnier
- 1946-1948: Theophil Kaufmann|Heinrich Theophil Kaufmann, BCSV
- 1948-1974: Hugo Rimmelspacher, SPD
- 1974-1987: Dr. Erwin Vetter, CDU
- 1987-2003: Josef Offele, CDU
- 2003-2011: Gabriela Büssemaker, FDP
- desde octubre de 2011: Johannes Arnold (candidato independiente, elegido el 24 de julio de 2011)

Ettlingen
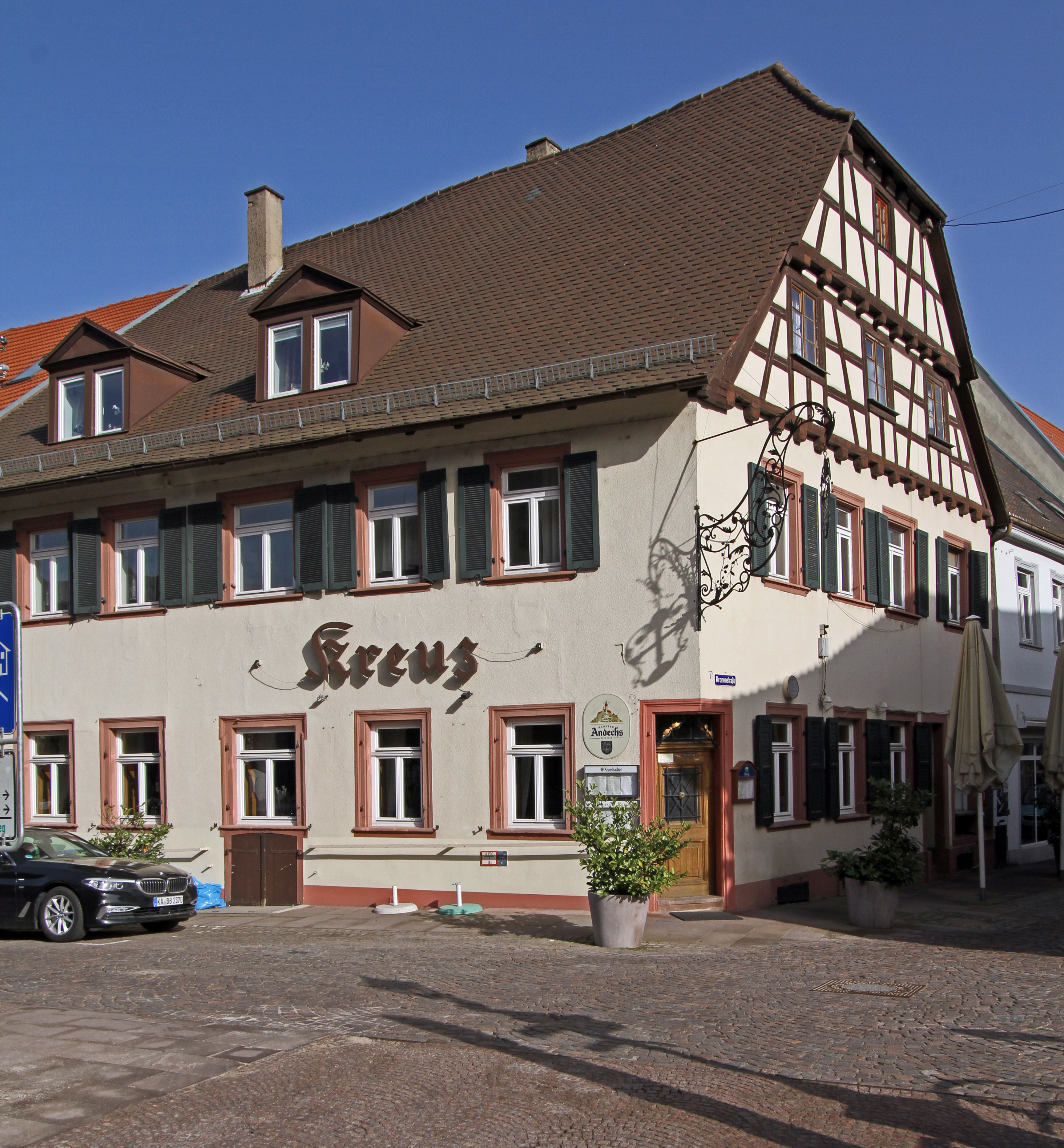
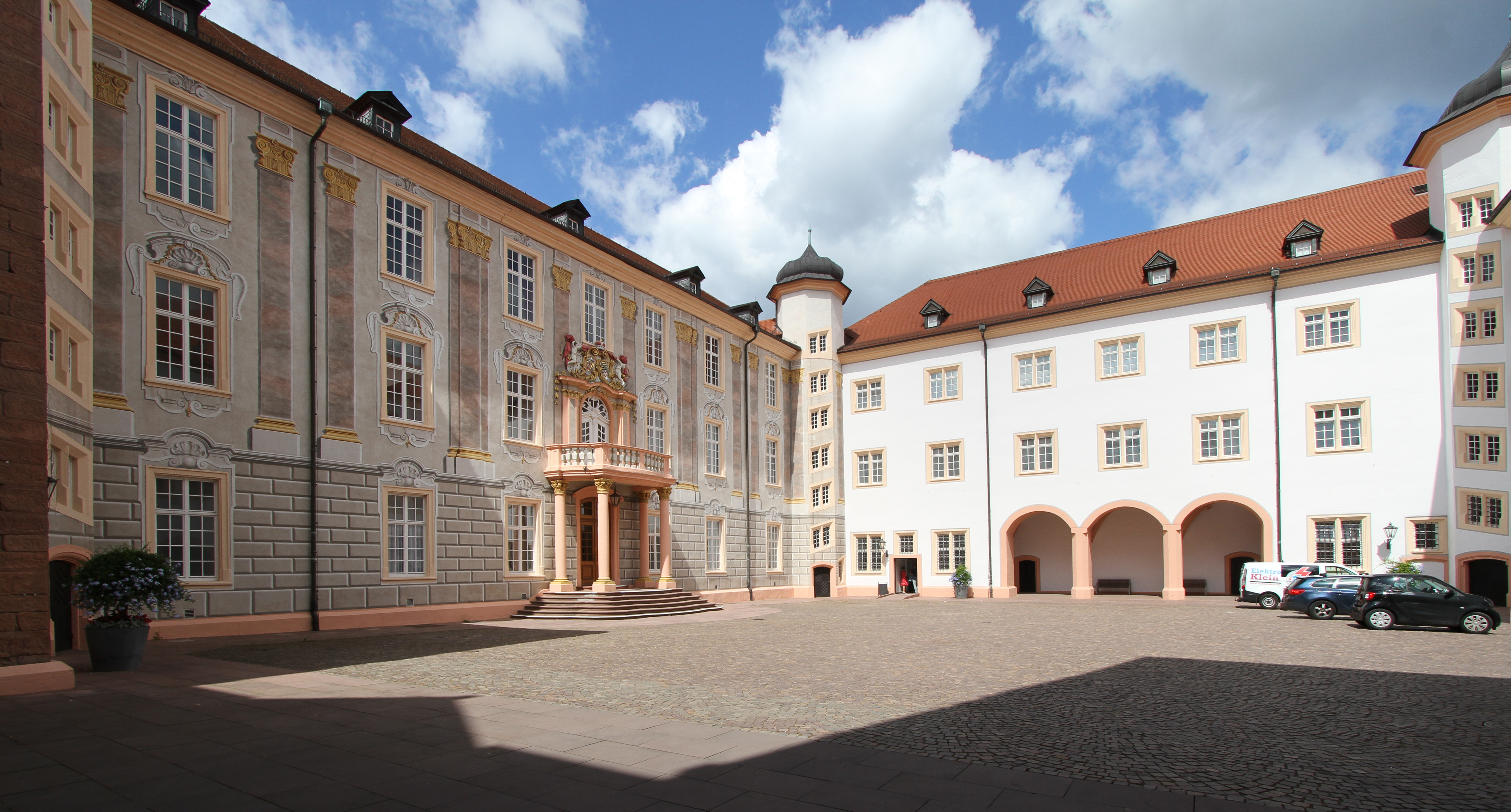
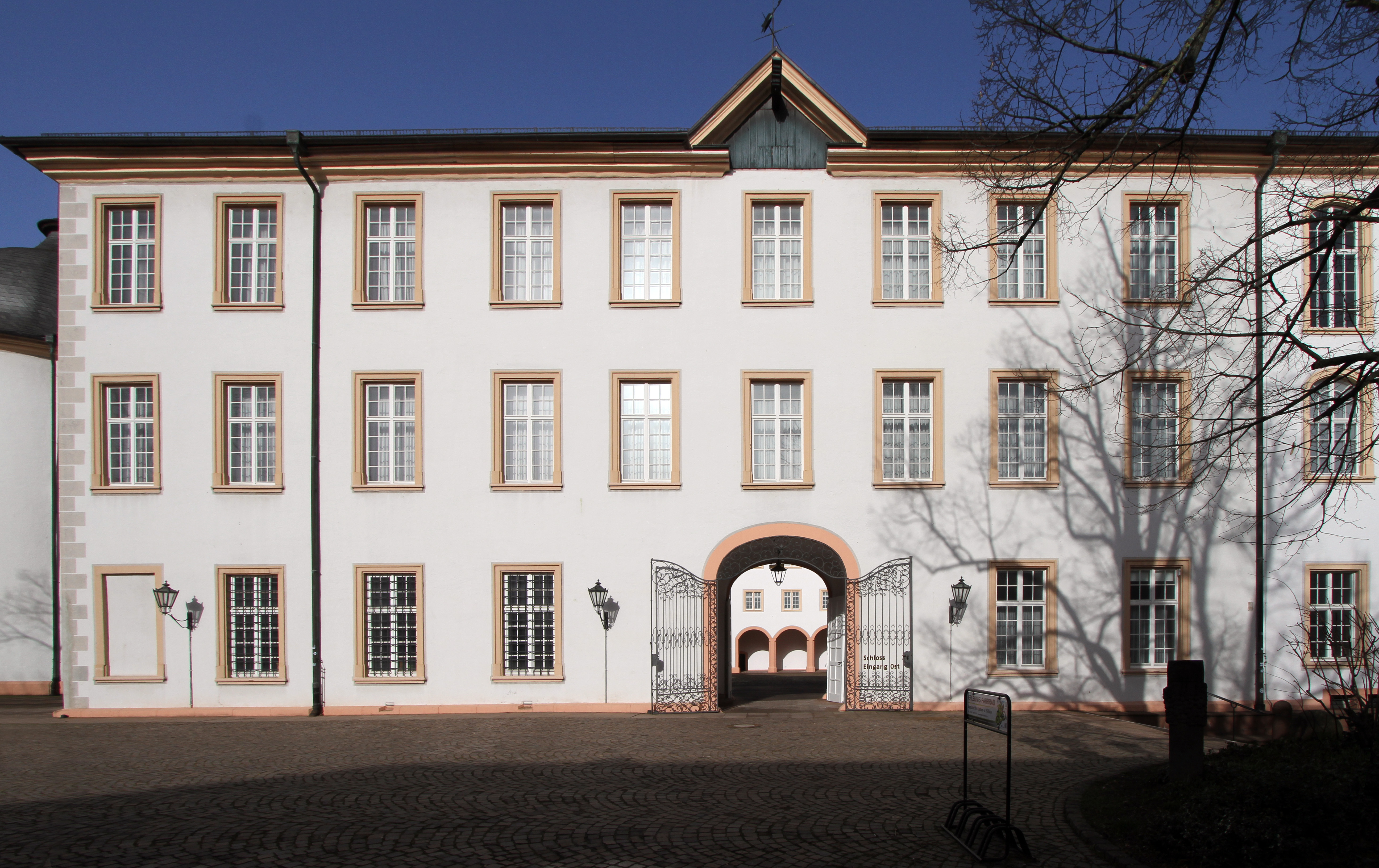
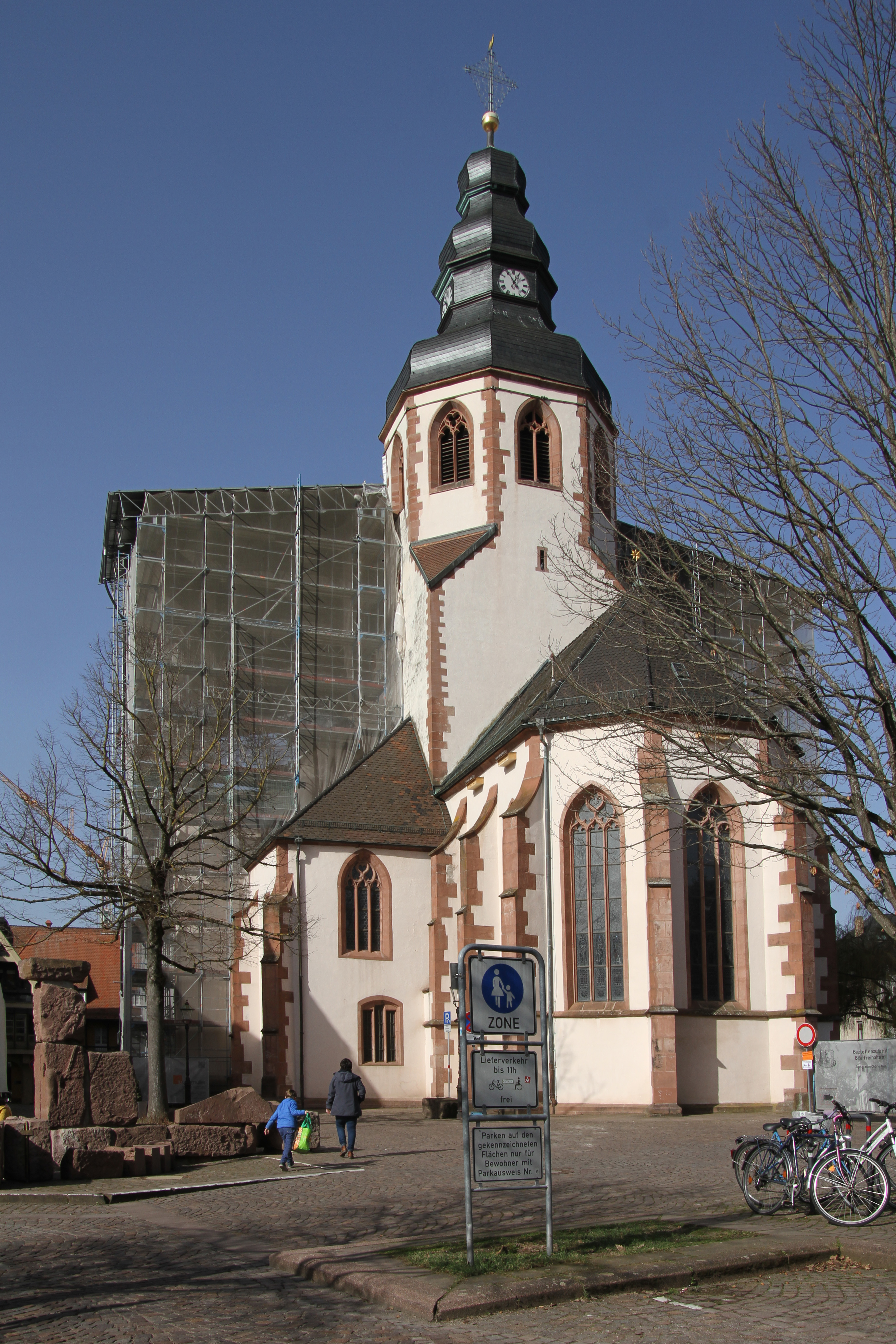
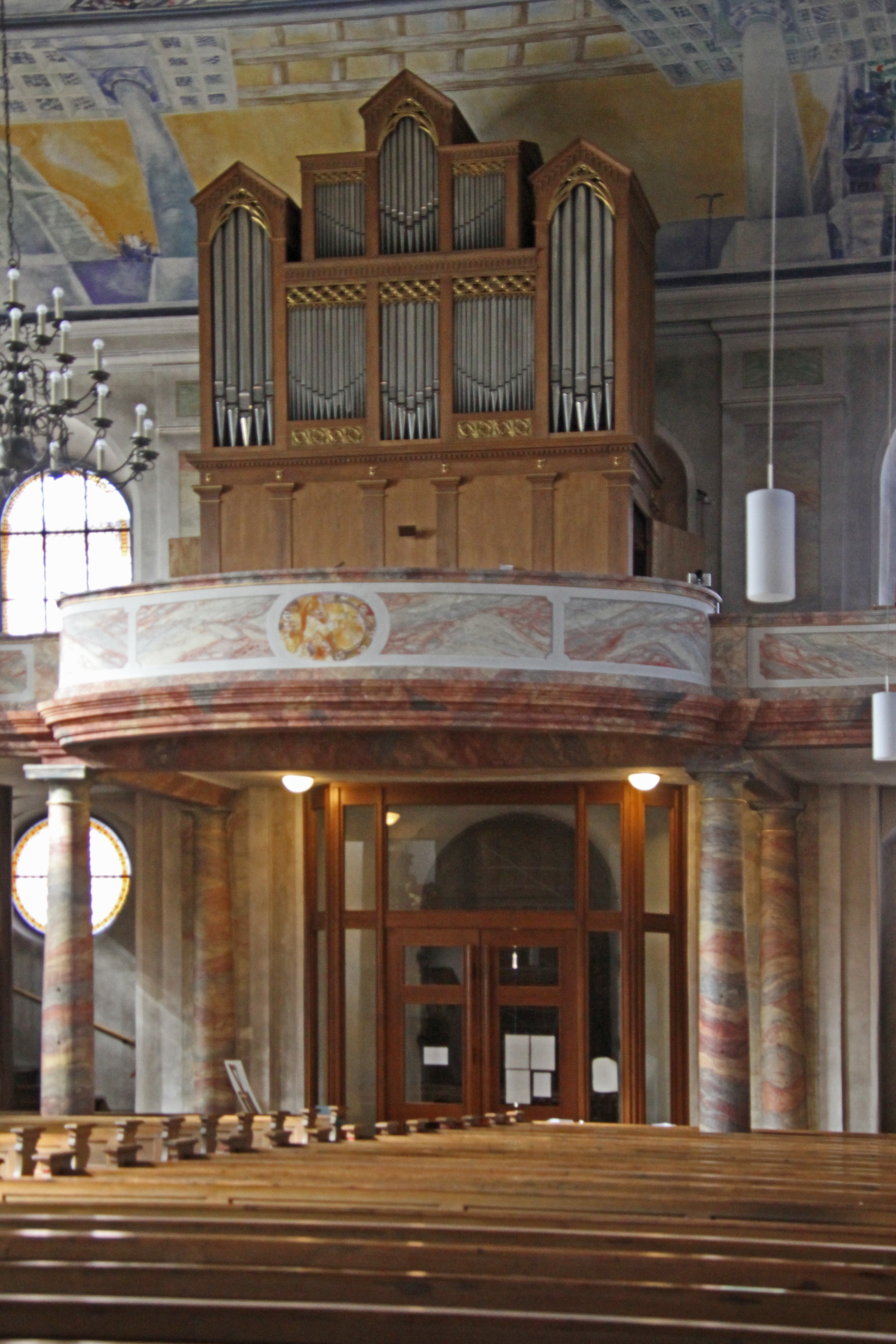
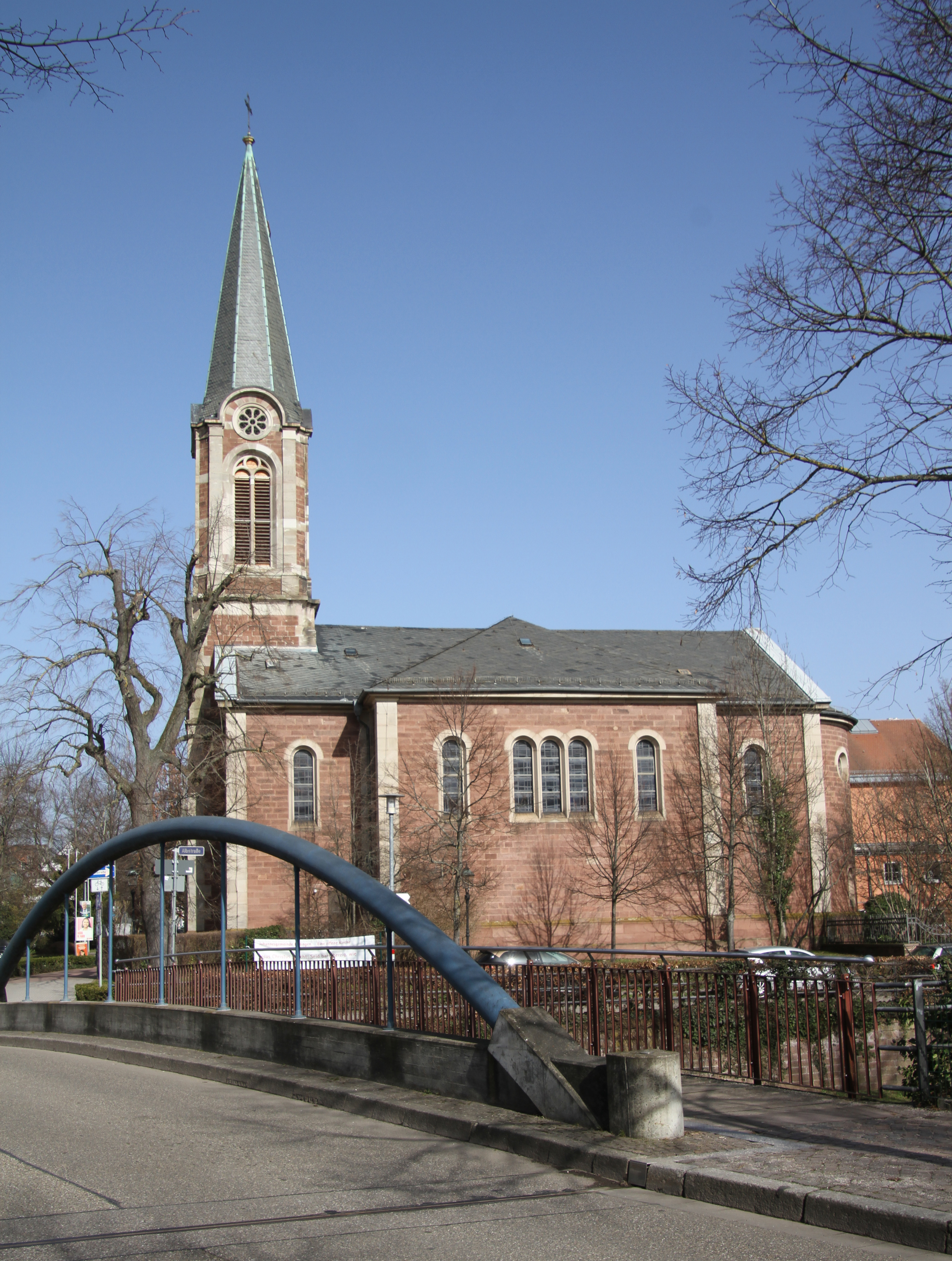
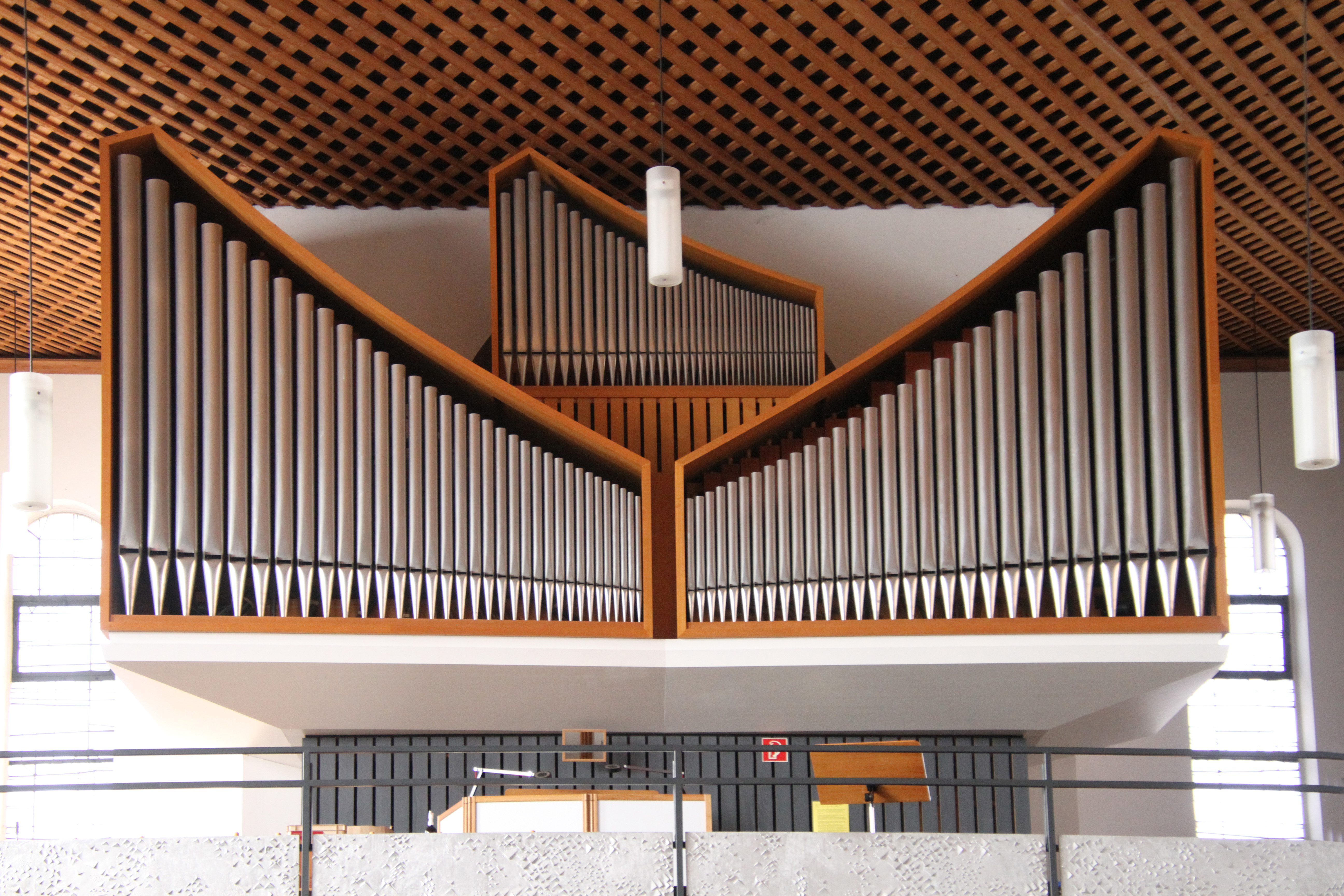
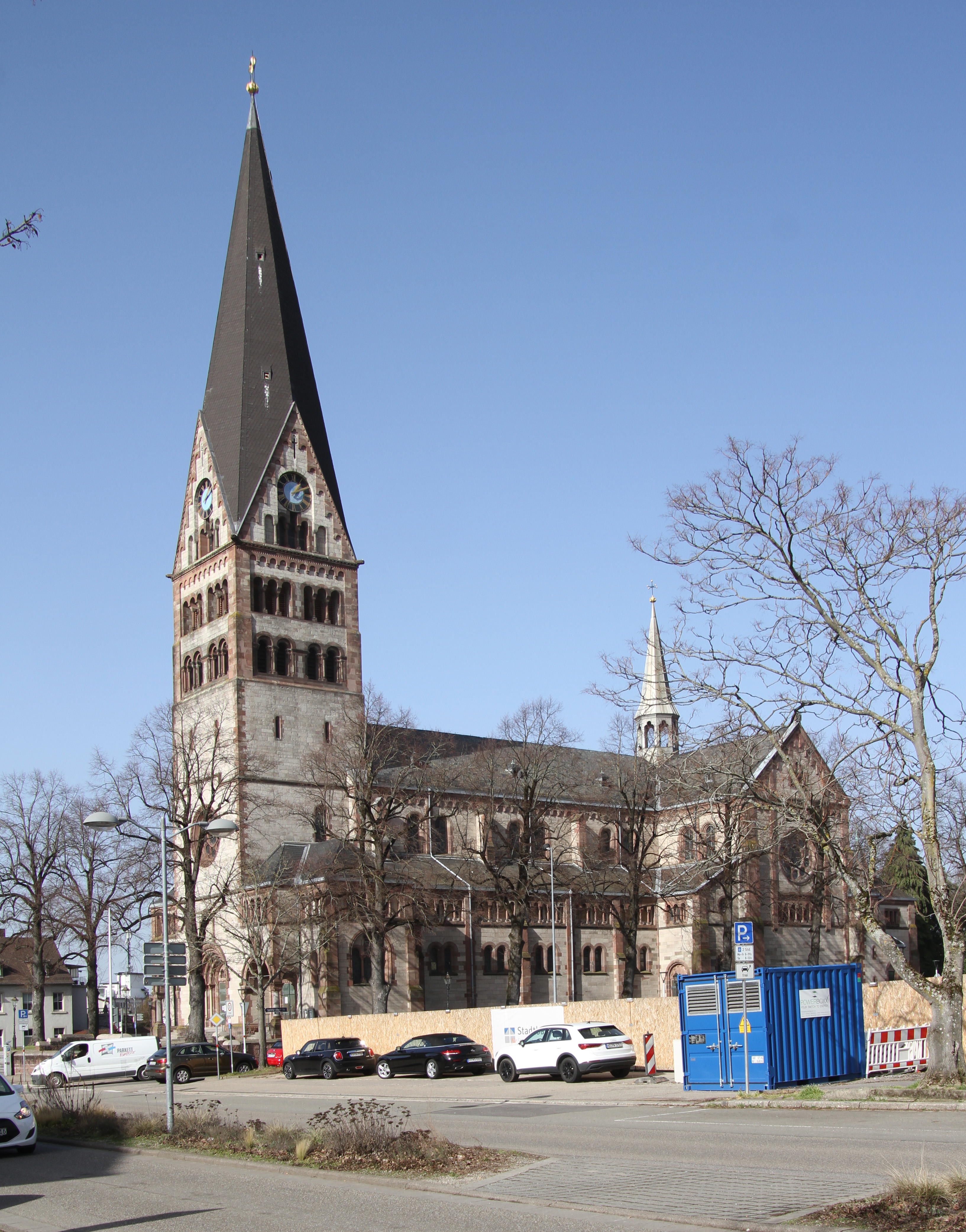
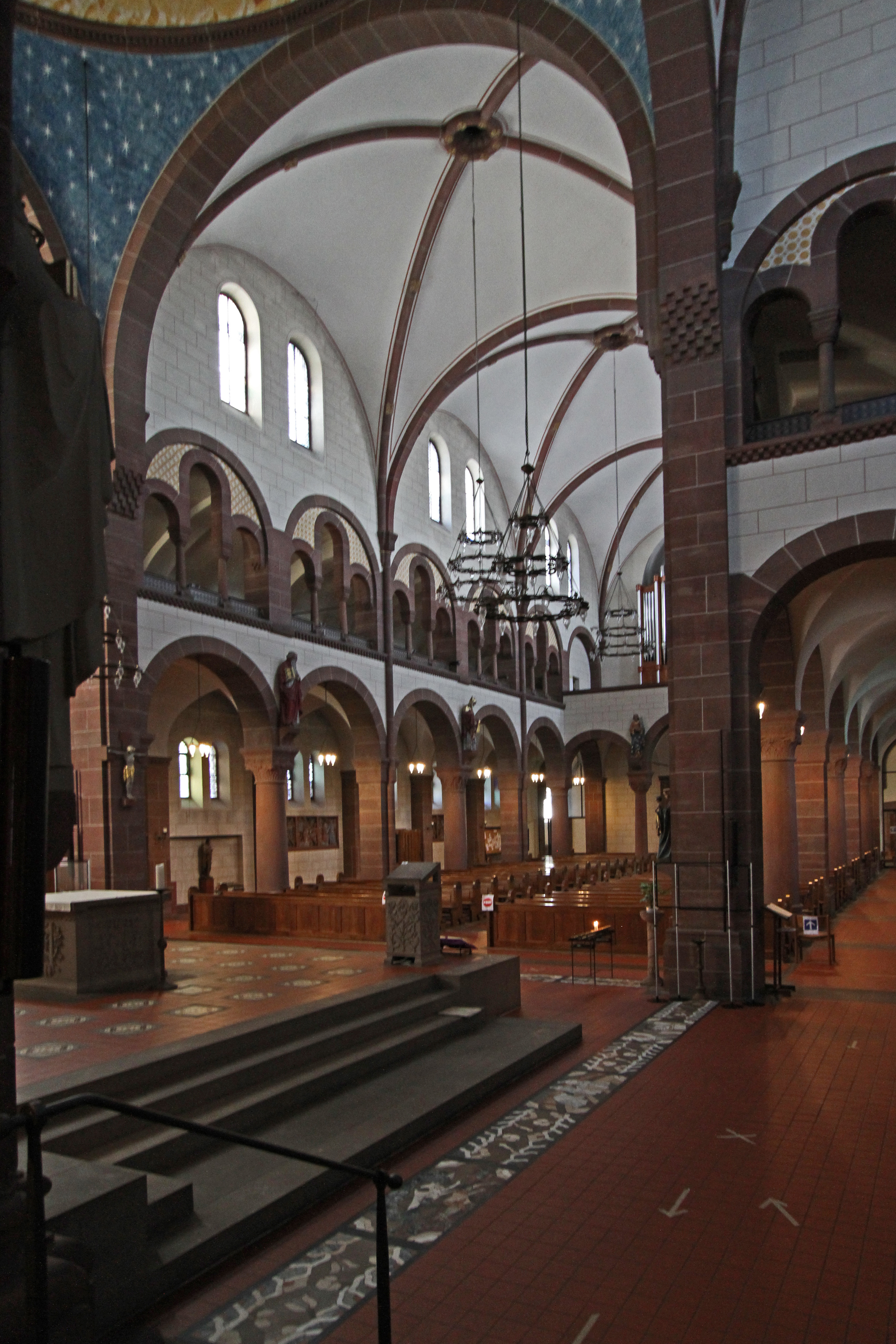